# Édition Vaticane (chant grégorien)
L'Édition Vaticane est une publication officielle du Vatican ainsi que des livres de chant en grégorien pour l'Église catholique, effectuée au début du XXe siècle, surtout un graduel et un antiphonaire sortis sous le pontificat de Pie X en 1908 et 1912.

## Histoire

### Motu proprioInter pastoralis officii sollicitudines

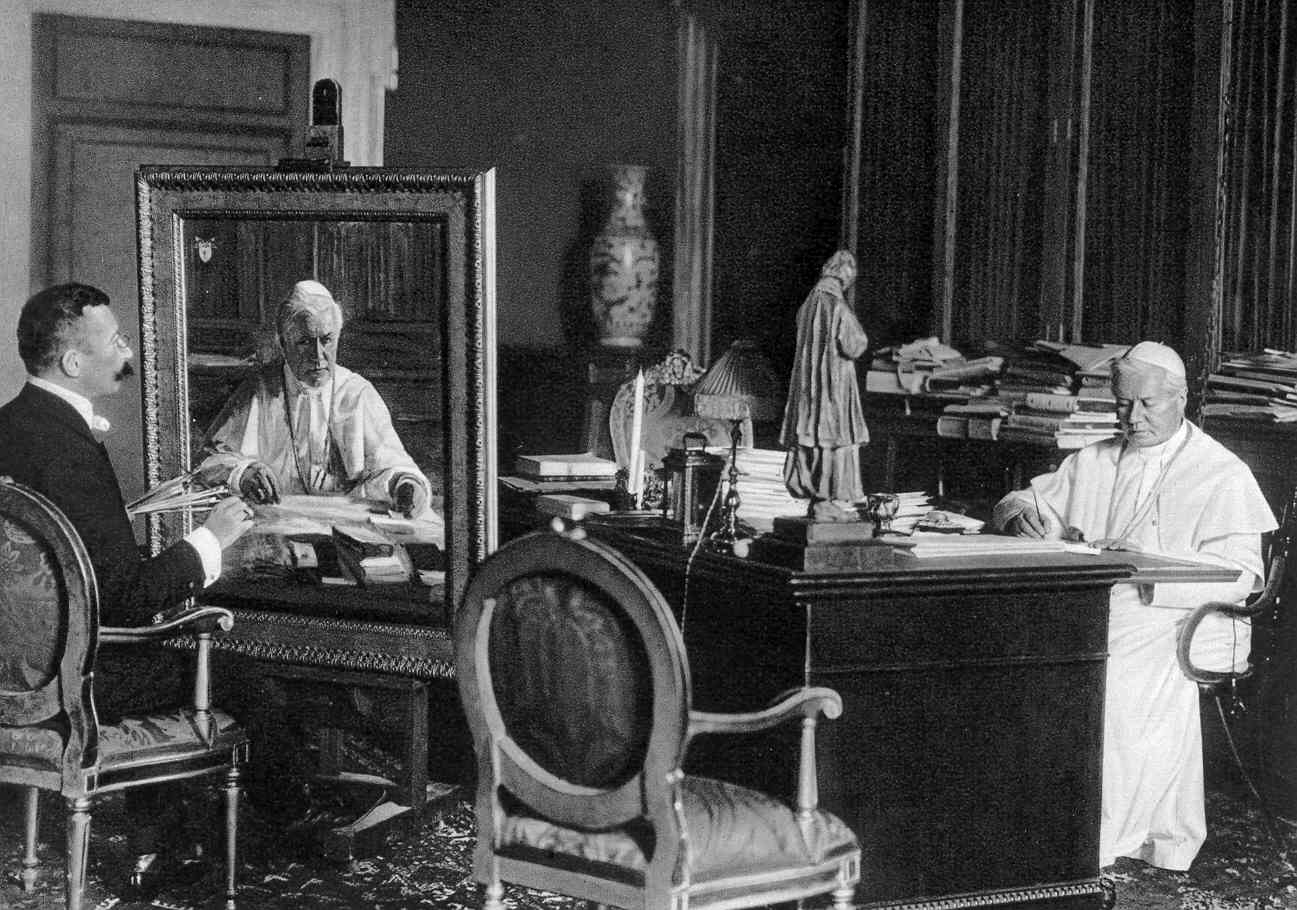
Saint Pie X (1835 - 1903 - 1914), pape consacré aux études de la liturgie.

Lorsque le pape Pie X fut élu le 4 août 1903, l'Église romaine subissait une décadence considérable de la liturgie. Notamment à cette époque-là, les fidèles pratiquaient sans hésitation dans l'église la musique profane, celle de l'opéra, en profitant de l'harmonium inventé au XIXe siècle. C'est la raison pour laquelle le chanoine puis cardinal Giuseppe Melchiorre Sarto, futur Pie X, cherchait la source authentique pour la liturgie catholique, en souhaitant que les fidèles puissent retrouver une véritable liturgie. Il l'avait déjà découverte dans la théologie de Thomas d'Aquin ainsi que dans la tradition du chant grégorien.
Dans cette optique, le nouveau pape proclama, le 22 novembre 1903, son motu proprio Inter pastoralis officii sollicitudes.

### Première commission
L'idée d'une commission internationale pour une édition officielle du chant liturgique naquit en septembre 1882, lors du congrès européen d'Arezzo pour l'étude et l'amélioration du chant liturgique. Toutefois, le Saint-Siège refusa l'année suivante ce vœu de la conférence, en raison du privilège octroyé à l'édition de Ratisbonne.
Aussitôt le privilège expiré en 1901, le Vatican commença à étudier son premier projet de la création de commission, encore sous le pontificat de Léon XIII. Finalement, c'était le nouveau pape Pie X qui organisa en 1904 la première commission internationale, composée de dix membres et de dix consulteurs. Le pape nomma Dom Joseph Pothier président de la commission. Tous les deux personnages avaient assisté au congrès d'Arezzo en 1882, en faveur de la restauration du chant grégorien.

### Motu proprio du 25 avril 1904

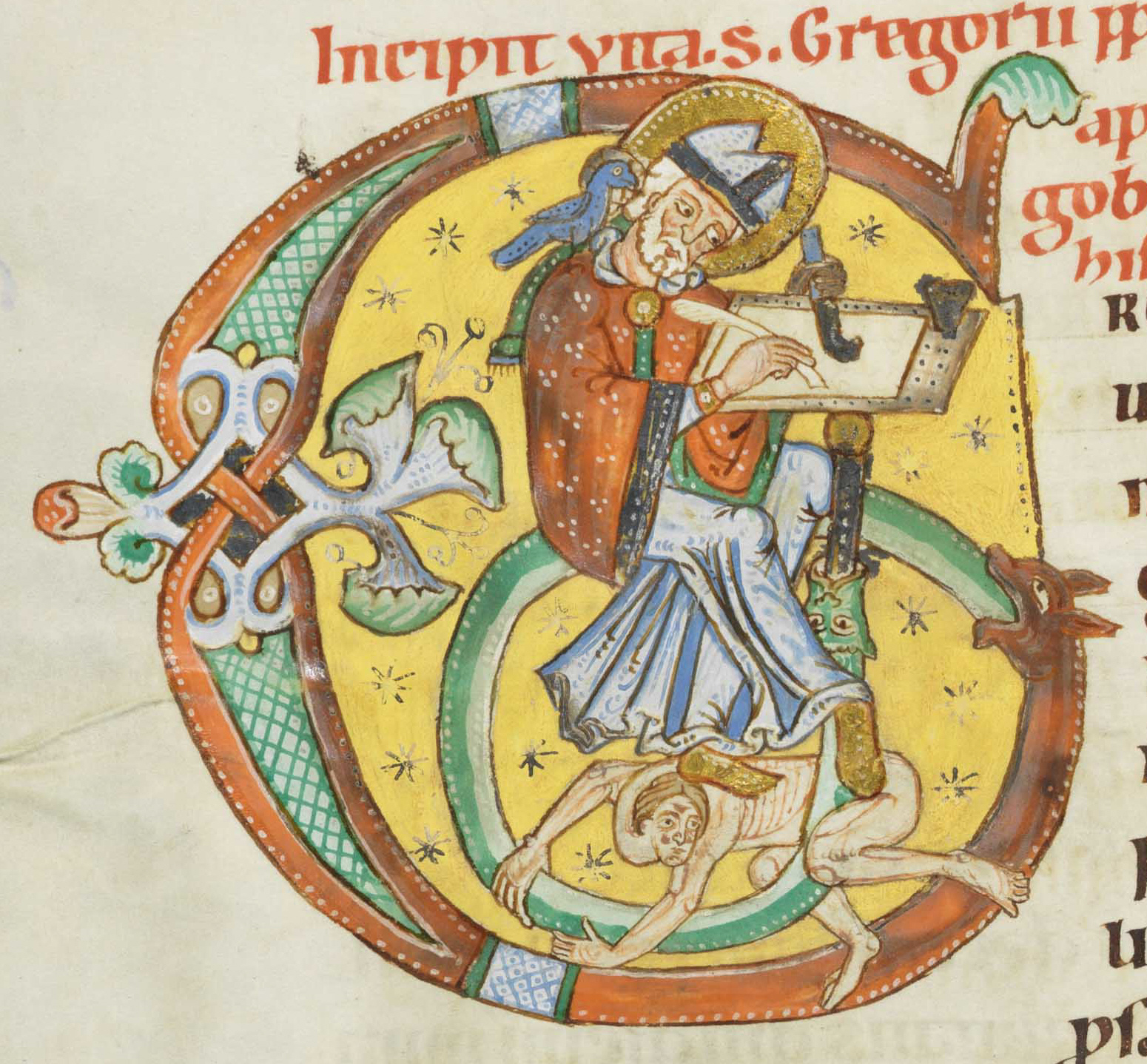
La publication de l'Édition Vaticane signifiait le rétablissement correct de la liturgie authentique de l'Église, issue de saint Grégoire le Grand auquel l'origine du chant grégorien était encore attribuée.

De telle façon que ce grand projet connaisse son succès, le nouveau pape put bénéficier du 13e centenaire de la disparition de saint Grégoire Ier († 604). En attendant que Pâques arrivent, il fit préparer une grande cérémonie. Le 11 avril 1904, juste une semaine après celles-ci, saint Pie X célébra une grande messe en grégorien, rendant hommage au saint patron de ce chant. 1 210 religieux chantèrent cette messe, sous la direction de Mgr Antonio Rella, futur membre de la commission.
Puis le 25 avril, le pape déclara solennellement un motu proprio sur l'Édition Vaticane en faveur des livres liturgiques contenant les mélodies grégoriennes. Dans ce document, il précisa que de nouveaux livres officiels seraient édités selon les manuscrits les plus anciens et les plus purs de la tradition de l'Église, en profitant des travaux de l'abbaye Saint-Pierre de Solesmes. Toutefois, il fallait que la publication soit effectuée, à condition que toutes les notations soient examinées par une commission internationale composée des spécialistes du chant liturgique. Le motu proprio était suivi d'une liste de dix membres ainsi que de dix consulteurs. D'ailleurs, ces livres devaient être publiés auprès du Vatican, plus précisément à la typographie vaticane, qui conserverait son droit. En raison de sa caractéristique universelle pour la liturgie, toutes les éditions religieuses seraient cependant autorisées à publier leurs réimpressions, à condition de respecter les règlements requis au point d'assurer la qualité de publication.
Étant donné l'urgence de la disponibilité des livres, le pape accueillit, le 29 avril, des membres demeurant à Rome. Sans délai se commença la première session le jour où le Vatican vit ces membres. Entre le 29 avril et le 27 juin, six fois de réunions furent tenues au total, afin de discuter les disciplines essentielles.

### Commission difficile

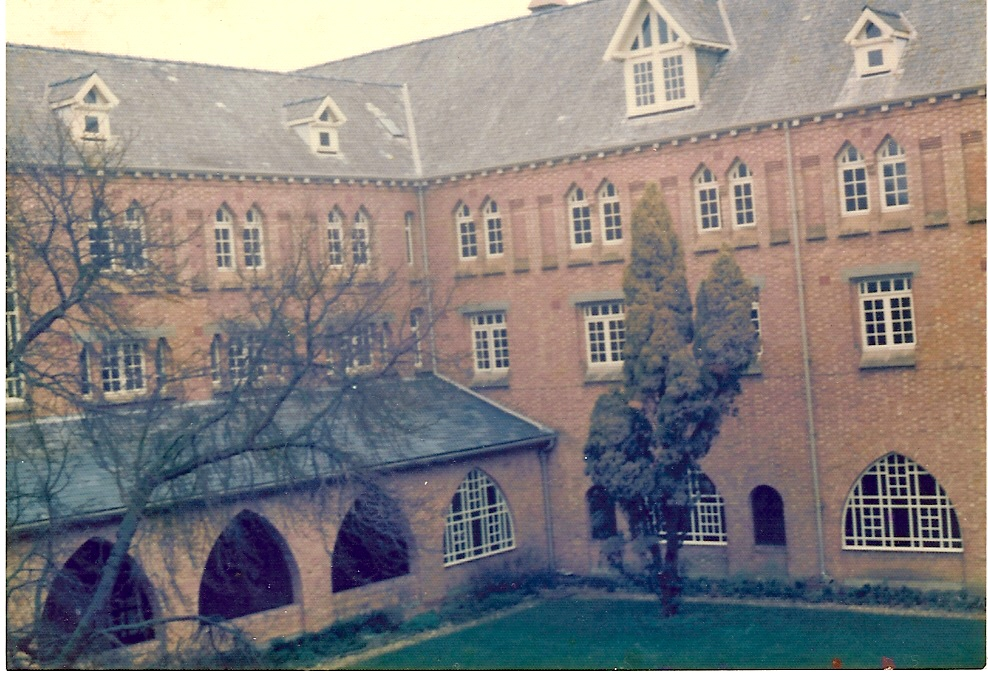
La rédaction du livre de kyriale se commença en été 1904. Avec les moines de Solesmes en exil, l'abbaye de Quarr en Angleterre accueillit des membres de la commission au mois de septembre.

Si Dom Joseph Pothier restait toujours à la ville éternelle en faveur de sa mission, les membres fréquentaient de moins en moins. Ainsi, la session du mois de septembre 1904 eut lieu à l'abbaye Notre-Dame de Quarr en Angleterre où les moines de Solesmes étaient en exil, presque sans participants italiens et allemands. En revanche, un certain nombre de nouveaux consulteurs furent nommés lors de cette occasion.
En effet, une fois que le privilège de l'édition de Ratisbonne avait disparu en 1901, les défenseurs du chant grégorien ne répartissaient plus la même discipline. La commission subissait essentiellement deux difficultés. D'une part, elle avait malheureusement commencé la rédaction du kyriale qui se caractérise exceptionnellement d'une diversité considérable. Les membres furent très rapidement divisés en trois groupes : ceux qui respectaient la « tradition légitime » ou scientifique des manuscrits des Xe et XIe siècles tels les moines bénédictins ; ceux qui soutenaient la « tradition vivante » admettant l'évolution tardive de chant ; enfin parmi ces derniers, défenseurs du « dialecte germanique » comme Dr Wagner.
D'autre part, elle avait décidé, en juin 1904, de ne pas employer les signes rythmiques inventés par Solesmes pour l'interprétation. Au fur et à mesure que la commission se désunissait, cette décision devint insupportable pour les moines de Solesmes. Car, en dépit de leur honneur, ils devaient soutenir ce projet en renonçant tous les droits littéraires et en travaillant gratis, avec 12 moines à plein temps.

### Première publication,Kyrialeen 1905
En septembre 1904, l'hebdomadaire The Tablet annonça que le premier brouillon édité du kyriale arriverait à la Typographie vaticane en janvier 1905. Or, la commission inharmonique ne put pas respecter cette échéance. C'était, par exemple, au 30 avril 1905 que l'arrangement des pièces était encore discuté et fut modifié. La commission était trop désunie pour sortir ensemble une édition, malgré l'intervention du pape. Ainsi, la plupart des membres refusèrent la préface préparée par Dr Peter Wagner, quoique la publication se soit autorisée en août. Finalement, d'après d'une décision du Saint-Père voulant respecter la commission, le kyriale sans préface fut imprimé en septembre.

« Après la publication des lettres apostoliques en forme de Motu proprio de Sa Sainteté Pie X, Pape par la divine Providence, données le 25e jour d'avril 1904, par lesquelles Il décrète de confier aux presses vaticanes une nouvelle édition des livres contenant le chant grégorien propre à l'Église romaine, tel qu'il a été restauré par les soins de ce même Pontife, la commission pontificale, se conformant aux ordres et désirs du Souverain Pontife, a préparé et terminé cette édition avec le plus grand soin et diligence.
La Sacrée Congrétation des Rites déclare et décide que cette édition doit être considérée par tous comme édition type, en sorte que, à l'avenir, les mélodies grégoriennes contenues dans les futures éditions de livres du même genre devront être rigoureusement conformes à la susdite édition type, sans aucune addition, suppression ou changement, alors même qu'il s'agirait d'extraits de ses livres.
Il ne sera permis à personne d'entre prendre ou de répandre en totalité ou partiellement aucune édition de livres du chant grégorien ainsi restauré s'il n'a auparavant obtenu la permission du Saint-Siège, en suivant les règles et instructions insérées au décret de la Sacrée Congrégation des Rites du 11 août 1905.
Enfin, la Sacrée Congrégation des Rites est autorisée, par l'ordre de Sa Sainteté, à déclarer qu'Elle désire très vivement voir en tous lieux les évêques veiller au retrait progressif et insensible des livres de chant liturgique actuellement parus, même s'ils sont munis d'un privilège pontifical ou de quelque autre approbation, et ceci tout d'abord dans les églises appartenant au rite romain, y compris celles des Réguliers. De cette façon, seuls resteront en usage les livres de chant grégorien qui seront composés suivant les règles établies plus haut et très conformes à cette édition type. Et cela, nonobstant toutes dispositions contraires. »

Le 14 août 1905
Par ailleurs, faute d'exemplaire conservé dans les archives, il est très difficile à rétablir le titre complet de ce kyriale imprimé par la Typographie vaticane. Même le catalogue de l'Institut pontifical ambrosien de musique sacrée à Milan ne donne qu'un titre hypothétique et partiel.

### Vers le graduel
Il fallait maintenant que la commission sorte son graduel. Cependant, Dom Pothier subissait toujours des difficultés. Il ne restait que deux membres sur neuf avec lui, Dom Laurent Janssens et Dr Peter Joseph Wagner. Quatre consulteurs sur dix soutenaient encore ce président : Dom Michael Horn, Dom Alexandre Grospellier, Abbé François Perriot et Prof Amédée Gastoué. L'abbaye Saint-Pierre de Solesmes, quant à elle, retrouvait, sans doute intentionnellement, son ancien chemin, restauration scientifique selon les manuscrits les plus anciens. En fait, l'abbé Paul Delatte avait chargé à Dom Paul Blanchon-Lasserve et à Dom Amand Ménager de photographier un grand nombre de manuscrits dans les archives européennes, à l'exception de celles de France à cause de la loi 1901. Entre 1904 et 1906, plus de 16 300 clichés furent pris par ces moines, dans les bibliothèques en Allemagne, en Italie et en Espagne.
Il est vrai que Dom Pothier et le Saint-Siège tentèrent de restaurer la collaboration avec Solesmes, mais en vain. Faute de manuscrits, il ne restait qu'une solution. Si les matériaux du graduel avaient partiellement été préparés par les moines de Solesmes en 1905, la commission devait profiter dorénavant du Liber gradualis, édité par Dom Pothier lui-même jusqu'en 1883 et révisé par celui-ci et Dom André Mocquereau en 1895.

### Publications suivantes
Après la publication de l'antiphonaire, Dom Pothier était quasiment absent, en regagnant la communauté de Dongelberg. Donc, avant que le pape Pie X ne décède en 1914, la première commission fut dissoute à la fin de l'année 1913, et l'année suivante, celle-ci cessa définitivement sa fonction.

### Deuxième commission
La deuxième commission sous le pontificat de Benoît XV et présidée par Dom Paolo Ferretti (it), futur directeur de l'Institut pontifical de musique sacrée, est méconnue. Celle-ci fut créée en 1913, encore sous Pie X, en remplaçant la première commission. Au contraire de cette dernière, la rédaction de nouvelle commission était principalement confiée à Solesmes. En effet, le décret daté du 11 avril 1911 était favorable pour l'abbaye, car le Saint-Siège avait autorisé aux évêques d'approuver la réimpression de l'Édition, pour la première fois, avec les signes rythmiques de Solesmes. De sorte que, grâce aux manuscrits de Solesmes, la qualité de la restitution de mélodie était meilleure que celle des publications précédentes, notamment sous le rapport de la modalité.  
Le livre de Noël fut enfin achevé en 1926. Encore fallait-il des chants supplémentaires en grégorien pour un certain nombre de messes et d'offices propres.

### Postérité et phénomèneLiber usualis

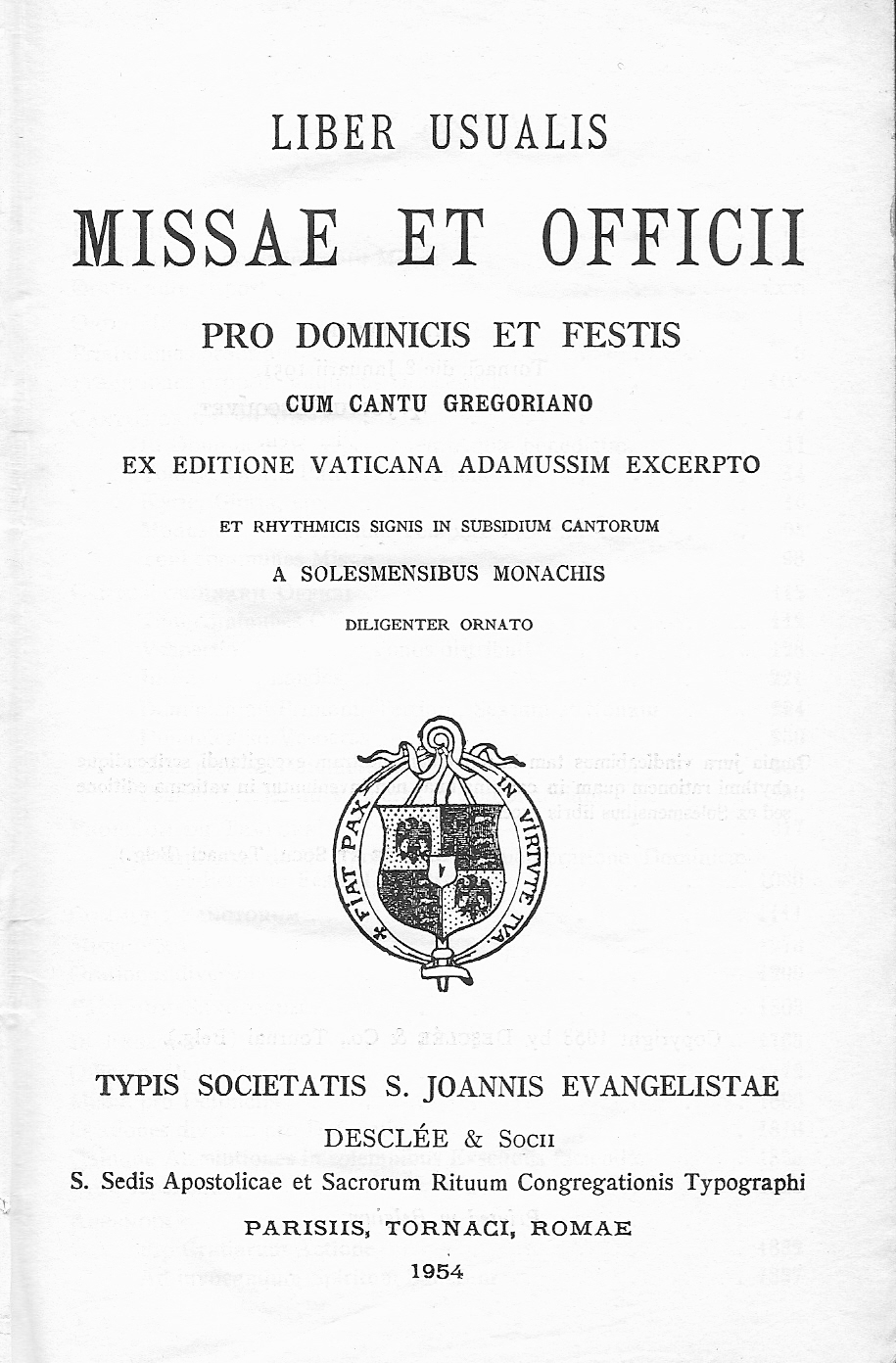
Liber usualis ... ex editione Vaticana ... (1954).

Après 30 ans de rédaction et sa mission accomplie à l'exception du responsoriale, le Saint-Siège cessa de sortir sa nouvelle version,. Étant donné que le chant grégorien était toujours officiel, les éditions religieuses continuèrent à réimprimer leurs reproductions, notamment le graduel qui représentait l'Édition Vaticane. Il s'agissait de temps en temps du synonyme de l'édition.

« D'autres exemples nous rendront plus clair encore ce type de torculus. Mais, attention ! [Le graduel de] La Vaticane donne souvent alors, sans critère précis, une restitution mélodique variable, imprimant tantôt une clivis, tantôt un torculus. »

— Dom Eugène Cardine, Sémiologie grégorienne, p. 30 (1970)

### Après le concile Vatican II
À la suite du concile Vatican II, le Saint-Siège fit publier le Graduale simplex en 1967 tandis que l'abbaye Saint-Pierre de Solesmes sortit en 1974 son nouveau Graduale romanum, adaptés à cette réforme.

## Éditions

### Maisons d'édition
- Typis vaticanis (Édition Vaticane, Rome en Italie)
- Librairie Saint-Joseph[16] (Saint-Laurent-sur-Sèvre en France), coédition avec Desclée[17]
- Société d'Éditions du chant Grégorien[18] (Paris en France)

### Graduale romanum
En 1908, la Typographie vaticane sortit son graduel, première publication importante de l'Édition Vaticane. Selon le motu proprio du pape Pie X, ses reproductions furent exécutées dans la même année, chez Desclée, Pustet, H. Dessain et Schwann.

« Conformément aux Décrets authentiques, la Typographie Vaticane se réserve tous droits de propriété. Le privilège de reproduire le chant contenu dans ce Graduel typique n'appartient qu'aux seuls éditeurs ou imprimeurs auxquels le Saint-Siège Apostolique le concède ; ce privilège ne leur confère toutefois aucun droit de propriété sur le chant. »

— Rome, le 12 mars 1908